# Vlag van Palau

Vlag van Palau (ratio 5:8)

Vlag van de president van Palau

De vlag van Palau is in gebruik sinds 1 januari 1981. Het is sinds de onafhankelijkheid van het land op 1 oktober 1994 de nationale vlag van het land. De vlag is blauw met een gele cirkel, die links van het midden van de vlag staat.

## Symboliek
De blauwe kleur staat voor de oceaan die de eilanden waaruit Palau bestaat omringt en symboliseert ook de verschillende buitenlandse overheersers. De gele cirkel symboliseert de maan.
De maan in de vlag verwijst naar de perioden in de natuur, waaronder de dagen en nachten en de maancyclus. Daarnaast staat zij symbool voor het licht dat over de wereld schijnt en reguleert de maan de geboorte van mensen en dieren en andere gebeurtenissen in de natuur, waaronder het gedrag van bloemen. Eb en vloed zijn ook van de maan afhankelijk. Ook de mensen in Palau baseren hun gedrag deels op de maan, bijvoorbeeld bij het vissen, in de landbouw en bij het plannen van zakelijke aangelegenheden. De maan symboliseert ten slotte de opkomst van Palau als onafhankelijke staat; de gele kleur staat daarbij voor 'rijpheid' (dus de volwassenheid als staat) en de ambities die Palau heeft.

## Ontwerp
De verhouding tussen de hoogte en de breedte (lengte) van de vlag is 3:5. De cirkel staat links van het midden van de vlag; het middelpunt ervan bevindt zich op 7/16 van het dichtstbijzijnde punt aan de hijszijde. Verticaal staat de cirkel wel in het midden: het middelpunt bevindt zich even ver van het dichtstbijzijnde punt aan de bovenzijde als bij het dichtstbijzijnde punt aan de onderzijde.
De straal van de cirkel is 3/10 van de hoogte van de vlag, waarmee de vlag 60% van de hoogte inneemt.

## Geschiedenis
In augustus 1979 werd de Grondwet van Palau aangenomen. Voordat het document in werking kon treden, moest evenwel een nationale vlag aangenomen. De Seventh Palau Legislature besloot tijdens een speciale zitting om de Palau National Flag Commission in te stellen; deze moest een nationale ontwerpwedstrijd van de vlag organiseren. Hieruit werd het ontwerp geselecteerd dat tegenwoordig als nationale vlag in gebruik is. De ontwerper ervan is Blau J. Skebong.

Vlag van Spanje, tot 1842
Vlag van Koninkrijk Spanje (1874-1931), tot 1899
Vlag van Eerste Filipijnse Republiek, 1899-1901
Vlag van de Duitse Nieuw-Guinea Compagnie, 1885-1899
Vlag van het Duitse koloniën, in een deel van Palau uit 1885 en het hele grondgebied, 1899-1914
Vlag van Japan gebruikt tijdens het Zuid-Pacifisch Mandaatgebied, 1914-1944
Vlag van Gouverneur van het Zuid-Pacifisch Mandaatgebied
Achtenveertigsterrenvlag van de Verenigde Staten, 1944-1959
Negenenveertigsterrenvlag van de Verenigde Staten, 1959-1960
Vijftigsterrenvlag van de Verenigde Staten, 1960-1994
Vlag van de Verenigde Naties, 1947–1965
Vlag van het Trustschap van de Pacifische Eilanden, 1965-1981